# Nederland op het Europees kampioenschap voetbal 1996
Nederland was een van de deelnemende landen op het Europees kampioenschap voetbal 1996 in Engeland. Het was de vijfde deelname voor Oranje. Nederland strandde in de kwartfinale, waarin het na strafschoppen werd uitgeschakeld door Frankrijk. De prestaties van Oranje werden grotendeels overschaduwd door het zogeheten kabelincident.

## Kwalificatie
Na afloop van het WK 1994 startte Nederland onder bondscoach Dick Advocaat aan de kwalificatiecampagne voor het EK 1996. In december stapte Advocaat over naar PSV, waar hij Kees Rijvers opvolgde als hoofdcoach. In januari 1995 nam de 48-jarige Guus Hiddink de leiding over de nationale ploeg op zich. Onder de nieuwe bondscoach werd Nederland tweede in zijn groep met 20 punten. Dat was onvoldoende om zich rechtstreeks te plaatsen voor het EK en dus moest Oranje nog een barragewedstrijd spelen tegen Ierland. Het duel vond plaats op Anfield in Liverpool en werd met 2-0 gewonnen dankzij twee treffers van Patrick Kluivert.

### Kwalificatieduels van Nederland
| 7 september 1994 | Luxemburg   | 0 – 4 | Nederland   |
| 12 oktober 1994  | Noorwegen   | 1 – 1 | Nederland   |
| 16 november 1994 | Nederland   | 0 – 0 | Tsjechië    |
| 14 december 1994 | Nederland   | 5 – 0 | Luxemburg   |
| 29 maart 1995    | Nederland   | 4 – 0 | Malta       |
| 26 april 1995    | Tsjechië    | 3 – 1 | Nederland   |
| 7 juni 1995      | Wit-Rusland | 1 – 0 | Nederland   |
| 6 september 1995 | Nederland   | 1 – 0 | Wit-Rusland |
| 11 oktober 1995  | Malta       | 0 – 4 | Nederland   |
| 15 november 1995 | Nederland   | 3 – 0 | Noorwegen   |

### Eindstand in groep 5
|   | Land        | Wed | W | G | V | DV | DT | DS  | Pnt |
| - | ----------- | --- | - | - | - | -- | -- | --- | --- |
| 1 | Tsjechië    | 10  | 6 | 3 | 1 | 21 | 6  | +15 | 21  |
| 2 | Nederland   | 10  | 6 | 2 | 2 | 23 | 5  | +18 | 20  |
| 3 | Noorwegen   | 10  | 6 | 2 | 2 | 17 | 7  | +10 | 20  |
| 4 | Wit-Rusland | 10  | 3 | 2 | 5 | 8  | 13 | -5  | 11  |
| 5 | Luxemburg   | 10  | 3 | 1 | 6 | 3  | 21 | -18 | 10  |
| 6 | Malta       | 10  | 0 | 2 | 8 | 2  | 22 | -20 | 2   |

### Barrageduel
|                            |                   |         |         |                                                                                  |
| 13 december 1995 17:00 UTC | Nederland         | 2 – 0   | Ierland | Anfield, Liverpool Toeschouwers: 40.050 Scheidsrechter: Vadim Zhuk (Wit-Rusland) |
| 13 december 1995 17:00 UTC | Kluivert 30', 88' | Verslag |         | Anfield, Liverpool Toeschouwers: 40.050 Scheidsrechter: Vadim Zhuk (Wit-Rusland) |

| Nederland | Ierland |

| Nederland:     |    |                   |     |
|                |    |                   |     |
| GK             | 1  | Edwin van der Sar |     |
| RB             | 2  | Michael Reiziger  |     |
| CB             | 3  | Danny Blind       | 80' |
| CB             | 4  | Clarence Seedorf  |     |
| LB             | 5  | Winston Bogarde   |     |
| RM             | 6  | Ronald de Boer    |     |
| AM             | 10 | Dennis Bergkamp   | 57' |
| LM             | 8  | Edgar Davids      |     |
| RW             | 7  | Marc Overmars     |     |
| CF             | 9  | Patrick Kluivert  |     |
| LW             | 11 | Glenn Helder      | 80' |
| Wisselspelers: |    |                   |     |
| DF             |    | Johan de Kock     | 57' |
| FW             |    | Aron Winter       | 80' |
| Coach:         |    |                   |     |
| Guus Hiddink   |    |                   |     |

| Ierland:       |    |                |         |
|                |    |                |         |
| GK             | 1  | Alan Kelly     |         |
| RB             | 2  | Gary Kelly     |         |
| CB             | 5  | Paul McGrath   |         |
| CB             | 4  | Phil Babb      |         |
| LB             | 3  | Denis Irwin    |         |
| RM             | 6  | Jeff Kenna     |         |
| CM             | 7  | Andy Townsend  | 50'     |
| CM             | 10 | John Sheridan  |         |
| LM             | 11 | Terry Phelan   |         |
| CF             | 8  | John Aldridge  | 71'     |
| CF             | 9  | Tony Cascarino |         |
| Wisselspelers: |    |                |         |
| MF             |    | Jason McAteer  | 50'     |
| DF             |    | Alan Kernaghan | 71' 87' |
| Coach:         |    |                |         |
| Jack Charlton  |    |                |         |

## Het Europees kampioenschap

### Groepsfase
Net als op het EK 1992 mocht Nederland het in zijn eerste groepswedstrijd opnemen tegen Schotland. Bondscoach Guus Hiddink koos voor een 4-3-3-formatie, maar kon in de verdediging niet op zijn gebruikelijke centrumverdedigers (Frank de Boer en Danny Blind) rekenen. De Boer miste het EK door een enkelblessure, terwijl aanvoerder Blind een schorsing uitzat. Daardoor moest Hiddink op zoek naar een nieuwe voorstopper en een nieuwe centrale verdediger die voor de opbouw van achteruit kon zorgen. De bondscoach koos uiteindelijk voor het duo De Kock-Davids. In de spits koos Hiddink voor Dennis Bergkamp, die op de flanken steun kreeg van Gaston Taument en Jordi Cruijff. Ronald de Boer, die twee jaar eerder nog als diepe spits werd gebruikt, vormde op het EK samen met Clarence Seedorf en Richard Witschge het middenveld van Oranje.
Nederland creëerde tegen Schotland voldoende kansen, maar kwam niet tot scoren. Vooral de afronding van Bergkamp liet te wensen over. Na iets meer dan een uur spelen bracht Hiddink met Patrick Kluivert een extra centrumspits in, maar ook dat leverde niets op. Het duel eindigde op 0-0.
Voor het groepsduel tegen Zwitserland voerde Hiddink enkele wissels door. Omdat hij veronderstelde dat de Zwitsers met drie spitsen, waaronder de struise Marco Grassi, zouden spelen, werd Davids in het centrum van de verdediging vervangen door de 8 cm grotere Seedorf. Davids hoopte daardoor terug op het middenveld te mogen spelen, maar Hiddink behield het vertrouwen in Witschge, schoof De Boer naar de positie achter de spits en gaf op rechts de voorkeur aan Aron Winter. De zwaar teleurgestelde Davids belandde op de bank en zag hoe de keuze voor Seedorf volledig fout liep. Na 26 minuten werd Seedorf, die op dat ogenblik al op het randje van een tweede gele kaart zat, naar de kant gehaald. Dit tot grote ergernis van Davids, die bondscoach Hiddink na de wissel van Seedorf wilde aanvliegen. Pas in de tweede helft kon Oranje afstand nemen van de Zwitsers. Cruijff, die in tegenstelling tot het vorige duel op de rechterflank speelde, opende na 64 minuten de score. Zo'n tien minuten later zorgde Bergkamp voor de bevrijdende 2-0.
Nederland verzamelde drie belangrijke punten en incasseerde opnieuw geen tegendoelpunt. Toch was niet iedereen tevreden na de zege tegen Zwitserland. In een interview met de Zwitserse pers uitte Davids kritiek op zijn bondscoach: "He should not stick his head in other players' ass." Davids vond dat Hiddink bij het bepalen van de tactiek te veel rekening hield met de mening van Danny Blind en Ronald de Boer. De Nederlandse pers interpreteerde het incident als een bewijs dat de spelersgroep verdeeld was in een zwarte en een blanke kliek. Davids, Kluivert, Seedorf, Winston Bogarde en Michael Reiziger, die allen bij Ajax speelden of gespeeld hadden en van Surinaamse afkomst waren, vormden een hechte vriendengroep genaamd de kabel. Toen vervolgens uit een door de NOS genomen foto bleek dat de blanke spelers tijdens een maaltijd aan een andere tafel dan de zwarte spelers zaten, concludeerde de pers dat "de kabel" in onmin leefde met de rest van de selectie. Davids werd na zijn kritische uitspraak naar huis gestuurd. De overige spelers van "de kabel" kwamen ook nadien nog in actie op het EK.
In de laatste groepswedstrijd trof Oranje gastland Engeland. Hoewel het begin van de wedstrijd tegen Zwitserland geen groot succes was, koos Hiddink, die weliswaar niet langer op Davids kon rekenen, voor dezelfde elf basisspelers. Seedorf nam opnieuw plaats naast Blind, maar de twee centrumverdedigers bleken niet opgewassen tegen de Engelse aanvalsgolven. Blind maakte na twintig minuten een strafschopovertreding op Paul Ince. Spits Alan Shearer zette de penalty om. Tijdens de rust werd Witschge gewisseld door De Kock. De verdediger ging op de positie van linksachter spelen, waardoor Bogarde op het middenveld belandde. De tactische ingreep bleek geen succes. Oranje incasseerde na de rust in tien minuten tijd drie doelpunten en was daardoor zo goed als zeker uitgeschakeld. Uiteindelijk kon het team van Hiddink via invaller Kluivert toch nog voor een treffer zorgen. Op basis van het aantal gemaakte doelpunten kon Nederland in het klassement beslag leggen op de tweede plaats.
| Land        | Wed | Win | Gel | Ver | DV | DT | +/− | Pnt |
| ----------- | --- | --- | --- | --- | -- | -- | --- | --- |
| Engeland    | 3   | 2   | 1   | 0   | 7  | 2  | 5   | 7   |
| Nederland   | 3   | 1   | 1   | 1   | 3  | 4  | -1  | 4   |
| Schotland   | 3   | 1   | 1   | 1   | 1  | 2  | -1  | 4   |
| Zwitserland | 3   | 0   | 1   | 2   | 1  | 4  | -3  | 1   |

### Kwartfinale
In de kwartfinale moest Nederland het opnemen tegen Frankrijk. Seedorf, die in de duels tegen Zwitserland en Engeland bewees geen geboren centrumverdediger te zijn, belandde op de bank. Zijn plaats werd ingenomen door De Kock. In de spits mocht Kluivert in de basis starten. Daardoor werd Bergkamp de schaduwspits, verhuisde De Boer opnieuw naar de rechterzijde en viel Winter naast het elftal. Ook Phillip Cocu mocht voor de eerste keer in de basis starten. Hij verving linksbuiten Peter Hoekstra.
Nederland en Frankrijk kwamen in 120 minuten niet tot scoren. In de strafschoppenreeks trok Frankrijk aan het langste eind. Clarence Seedorf miste als enige zijn strafschop. Na afloop werd de Franse verdediger Laurent Blanc verkozen tot man van de wedstrijd.

## Selectie en technische staf
| Nr. | Naam              | Geboortedatum | GW |   |   |   |   |   |   | Club             | Positie(s) |
| --- | ----------------- | ------------- | -- | - | - | - | - | - | - | ---------------- | ---------- |
| 1   | Edwin van der Sar | 29-10-1970    | 4  | 0 | 0 | 0 | 0 | 0 | 0 | Ajax             | GK         |
| 2   | Michael Reiziger  | 03-05-1973    | 4  | 0 | 0 | 0 | 0 | 0 | 0 | Ajax             | RB         |
| 3   | Danny Blind       | 01-08-1961    | 3  | 0 | 1 | 0 | 0 | 0 | 0 | Ajax             | CB, RB     |
| 4   | Clarence Seedorf  | 01-04-1976    | 4  | 0 | 1 | 0 | 0 | 1 | 1 | Sampdoria        | RM, AM, CB |
| 5   | Jaap Stam         | 17-07-1972    | 0  | 0 | 0 | 0 | 0 | 0 | 0 | PSV              | CB         |
| 6   | Ronald de Boer    | 15-05-1970    | 4  | 0 | 0 | 0 | 0 | 0 | 3 | Ajax             | RM, AM, CF |
| 7   | Gaston Taument    | 01-10-1970    | 1  | 0 | 1 | 0 | 0 | 0 | 1 | Feyenoord        | RW         |
| 8   | Edgar Davids      | 13-03-1973    | 2  | 0 | 0 | 0 | 0 | 1 | 0 | Ajax             | DM, LM     |
| 9   | Patrick Kluivert  | 01-07-1976    | 4  | 1 | 1 | 0 | 0 | 3 | 0 | Ajax             | CF         |
| 10  | Dennis Bergkamp   | 10-05-1969    | 4  | 1 | 1 | 0 | 0 | 0 | 1 | Arsenal          | AM, CF     |
| 11  | Peter Hoekstra    | 04-04-1973    | 2  | 0 | 0 | 0 | 0 | 0 | 1 | Ajax             | LW         |
| 12  | Aron Winter       | 01-03-1967    | 4  | 0 | 1 | 0 | 0 | 2 | 0 | Lazio Roma       | CM, RM, RB |
| 13  | Arthur Numan      | 14-12-1969    | 0  | 0 | 0 | 0 | 0 | 0 | 0 | PSV              | LM, LB     |
| 14  | Richard Witschge  | 20-09-1969    | 4  | 0 | 1 | 0 | 0 | 0 | 3 | Bordeaux         | LM, DM     |
| 15  | Winston Bogarde   | 22-10-1970    | 4  | 0 | 1 | 0 | 0 | 0 | 0 | Ajax             | LB, LM     |
| 16  | Ed de Goeij       | 20-12-1966    | 0  | 0 | 0 | 0 | 0 | 0 | 0 | Feyenoord        | GK         |
| 17  | Jordi Cruijff     | 09-02-1974    | 4  | 1 | 0 | 0 | 0 | 0 | 2 | FC Barcelona     | CF, LW, RW |
| 18  | Johan de Kock     | 25-10-1964    | 4  | 0 | 1 | 0 | 0 | 2 | 0 | Roda JC          | CB         |
| 19  | Youri Mulder      | 23-03-1969    | 1  | 0 | 0 | 0 | 0 | 1 | 0 | Schalke 04       | CF, AM     |
| 20  | Phillip Cocu      | 29-10-1970    | 3  | 0 | 0 | 0 | 0 | 2 | 0 | PSV              | LM, CM     |
| 21  | Ruud Hesp         | 31-10-1965    | 0  | 0 | 0 | 0 | 0 | 0 | 0 | Roda JC          | GK         |
| 22  | John Veldman      | 24-02-1968    | 0  | 0 | 0 | 0 | 0 | 0 | 0 | Sparta Rotterdam | RB, CB     |

| Naam            | Functie        |
| --------------- | -------------- |
| Technische staf |                |
| Guus Hiddink    | Bondscoach     |
| Hans Dorjee     | Assistent      |
| Pim Doesburg    | Keeperstrainer |
| Medische staf   |                |
| Frits Kessel    | Teamarts       |
| Rob Ouderland   | Fysiotherapeut |

## Wedstrijden

### Groepsfase
|                        |           |       |           |                                                                                   |
| 10 juni 1996 16:30 UTC | Nederland | 0 – 0 | Schotland | Villa Park, Birmingham Toeschouwers: 34.363 Scheidsrechter: Leif Sundell (Zweden) |
| 10 juni 1996 16:30 UTC | Verslag   |       |           | Villa Park, Birmingham Toeschouwers: 34.363 Scheidsrechter: Leif Sundell (Zweden) |

| Nederland | Schotland |

| Nederland:     |    |                   |         |
|                |    |                   |         |
| GK             | 1  | Edwin van der Sar |         |
| RB             | 2  | Michael Reiziger  |         |
| CB             | 18 | Johan de Kock     |         |
| CM             | 8  | Edgar Davids      |         |
| LB             | 15 | Winston Bogarde   |         |
| RM             | 6  | Ronald de Boer    | 68'     |
| AM             | 4  | Clarence Seedorf  |         |
| LM             | 14 | Richard Witschge  | 26' 78' |
| RW             | 7  | Gaston Taument    | 28' 63' |
| CF             | 10 | Dennis Bergkamp   |         |
| LW             | 17 | Jordi Cruijff     |         |
| Wisselspelers: |    |                   |         |
| FW             | 9  | Patrick Kluivert  | 63'     |
| MF             | 12 | Aron Winter       | 68'     |
| MF             | 20 | Phillip Cocu      | 78'     |
| Coach:         |    |                   |         |
| Guus Hiddink   |    |                   |         |

| Schotland:     |    |                  |         |
|                |    |                  |         |
| GK             | 12 | Andy Goram       |         |
| RB             | 2  | Stewart McKimmie | 85'     |
| CB             | 4  | Colin Calderwood |         |
| CB             | 5  | Colin Hendry     |         |
| LB             | 3  | Tom Boyd         | 4'      |
| CM             | 8  | Stuart McCall    |         |
| CM             | 10 | Gary McAllister  |         |
| CM             | 11 | John Collins     |         |
| RW             | 14 | Gordon Durie     |         |
| CF             | 18 | Kevin Gallacher  | 32' 56' |
| LW             | 20 | Scott Booth      | 46'     |
| Wisselspelers: |    |                  |         |
| FW             | 7  | John Spencer     | 46'     |
| MF             | 17 | Billy McKinlay   | 56'     |
| MF             | 16 | Craig Burley     | 85'     |
| Coach:         |    |                  |         |
| Craig Brown    |    |                  |         |

|                        |             |         |                          |                                                                                       |
| 13 juni 1996 19:30 UTC | Zwitserland | 0 – 2   | Nederland                | Villa Park, Birmingham Toeschouwers: 36.800 Scheidsrechter: Atanas Uzunov (Bulgarije) |
| 13 juni 1996 19:30 UTC |             | Verslag | 66' Cruijff 79' Bergkamp | Villa Park, Birmingham Toeschouwers: 36.800 Scheidsrechter: Atanas Uzunov (Bulgarije) |

| Zwitserland | Nederland |

| Zwitserland:   |    |                     |         |
|                |    |                     |         |
| GK             | 1  | Marco Pascolo       |         |
| RWB            | 2  | Marc Hottiger       |         |
| CB             | 15 | Ramon Vega          |         |
| CB             | 4  | Stéphane Henchoz    |         |
| CB             | 13 | Sébastien Jeanneret | 32' 69' |
| LWB            | 3  | Yvan Quentin        |         |
| CM             | 17 | Johann Vogel        |         |
| CM             | 10 | Ciriaco Sforza      |         |
| RF             | 9  | Marco Grassi        | 72'     |
| CF             | 11 | Stéphane Chapuisat  | 40'     |
| LF             | 14 | Kubilay Türkyilmaz  | 62'     |
| Wisselspelers: |    |                     |         |
| MF             | 20 | Alexandre Comisetti | 69'     |
| Coach:         |    |                     |         |
| Artur Jorge    |    |                     |         |

| Nederland:     |    |                   |         |
|                |    |                   |         |
| GK             | 1  | Edwin van der Sar |         |
| RB             | 2  | Michael Reiziger  |         |
| CB             | 3  | Danny Blind       |         |
| CB             | 4  | Clarence Seedorf  | 14' 26' |
| LB             | 15 | Winston Bogarde   |         |
| RM             | 12 | Aron Winter       |         |
| AM             | 6  | Ronald de Boer    | 80'     |
| LM             | 14 | Richard Witschge  |         |
| RW             | 17 | Jordi Cruijff     | 84'     |
| CF             | 10 | Dennis Bergkamp   |         |
| LW             | 11 | Peter Hoekstra    |         |
| Wisselspelers: |    |                   |         |
| DF             | 18 | Johan de Kock     | 26'     |
| MF             | 8  | Edgar Davids      | 80'     |
| FW             | 9  | Patrick Kluivert  | 84'     |
| Coach:         |    |                   |         |
| Guus Hiddink   |    |                   |         |

|                        |              |         |                                             |                                                                                        |
| 18 juni 1996 19:30 UTC | Nederland    | 1 – 4   | Engeland                                    | Wembley Stadium, Londen Toeschouwers: 76.798 Scheidsrechter: Gerd Grabher (Oostenrijk) |
| 18 juni 1996 19:30 UTC | Kluivert 72' | Verslag | 23' (pen.), 57' Shearer 51', 62' Sheringham | Wembley Stadium, Londen Toeschouwers: 76.798 Scheidsrechter: Gerd Grabher (Oostenrijk) |

| Nederland | Engeland |

| Nederland:     |    |                   |     |
|                |    |                   |     |
| GK             | 1  | Edwin van der Sar |     |
| RB             | 2  | Michael Reiziger  |     |
| CB             | 3  | Danny Blind       |     |
| CB             | 4  | Clarence Seedorf  |     |
| LB             | 15 | Winston Bogarde   |     |
| RM             | 12 | Aron Winter       |     |
| AM             | 6  | Ronald de Boer    | 73' |
| LM             | 14 | Richard Witschge  | 46' |
| RW             | 17 | Jordi Cruijff     |     |
| CF             | 10 | Dennis Bergkamp   |     |
| LW             | 11 | Peter Hoekstra    | 72' |
| Wisselspelers: |    |                   |     |
| DF             | 18 | Johan de Kock     | 46' |
| FW             | 9  | Patrick Kluivert  | 72' |
| MF             | 20 | Phillip Cocu      | 73' |
| Coach:         |    |                   |     |
| Guus Hiddink   |    |                   |     |

| Engeland:      |    |                  |         |
|                |    |                  |         |
| GK             | 1  | David Seaman     |         |
| RB             | 2  | Gary Neville     |         |
| CB             | 5  | Tony Adams       |         |
| CB             | 6  | Gareth Southgate | 90'     |
| LB             | 3  | Stuart Pearce    |         |
| RM             | 11 | Darren Anderton  |         |
| CM             | 4  | Paul Ince        | 43' 68' |
| CM             | 8  | Paul Gascoigne   |         |
| LM             | 17 | Steve McManaman  |         |
| CF             | 10 | Teddy Sheringham | 41' 77' |
| CF             | 9  | Alan Shearer     | 76'     |
| Wisselspelers: |    |                  |         |
| MF             | 7  | David Platt      | 68'     |
| MF             | 14 | Nick Barmby      | 76'     |
| FW             | 21 | Robbie Fowler    | 77'     |
| Coach:         |    |                  |         |
| Terry Venables |    |                  |         |

### Kwartfinale
|                        |                                        |              |                                           |                                                                                      |
| 22 juni 1996 18:30 UTC | Frankrijk                              | 0 – 0 (n.v.) | Nederland                                 | Anfield, Liverpool Toeschouwers: 37.465 Scheidsrechter: Antonio López Nieto (Spanje) |
| 22 juni 1996 18:30 UTC | Verslag                                |              |                                           | Anfield, Liverpool Toeschouwers: 37.465 Scheidsrechter: Antonio López Nieto (Spanje) |
| 22 juni 1996 18:30 UTC | Strafschoppen                          |              |                                           | Anfield, Liverpool Toeschouwers: 37.465 Scheidsrechter: Antonio López Nieto (Spanje) |
| 22 juni 1996 18:30 UTC | Zidane Djorkaeff Lizarazu Guérin Blanc | 5 – 4        | De Kock R. de Boer Kluivert Seedorf Blind | Anfield, Liverpool Toeschouwers: 37.465 Scheidsrechter: Antonio López Nieto (Spanje) |

| Frankrijk | Nederland |

| Frankrijk:     |    |                    |         |
|                |    |                    |         |
| GK             | 1  | Bernard Lama       |         |
| RB             | 15 | Lilian Thuram      |         |
| CB             | 5  | Laurent Blanc      |         |
| CB             | 8  | Marcel Desailly    |         |
| LB             | 12 | Bixente Lizarazu   |         |
| CM             | 19 | Christian Karembeu | 48'     |
| CM             | 7  | Didier Deschamps   | 7'      |
| CM             | 6  | Vincent Guérin     |         |
| AM             | 10 | Zinédine Zidane    |         |
| CF             | 9  | Youri Djorkaeff    |         |
| CF             | 11 | Patrice Loko       | 62'     |
| Wisselspelers: |    |                    |         |
| FW             | 13 | Christophe Dugarry | 62' 80' |
| MF             | 18 | Reynald Pedros     | 80'     |
| Coach:         |    |                    |         |
| Aimé Jacquet   |    |                    |         |

| Nederland:     |    |                   |     |
|                |    |                   |     |
| GK             | 1  | Edwin van der Sar |     |
| RB             | 2  | Michael Reiziger  |     |
| CB             | 3  | Danny Blind       |     |
| CB             | 18 | Johan de Kock     | 68' |
| LB             | 15 | Winston Bogarde   | 90' |
| RM             | 6  | Ronald de Boer    |     |
| AM             | 10 | Dennis Bergkamp   | 60' |
| LM             | 14 | Richard Witschge  | 80' |
| RW             | 17 | Jordi Cruijff     | 69' |
| CF             | 9  | Patrick Kluivert  | 89' |
| LW             | 20 | Phillip Cocu      |     |
| Wisselspelers: |    |                   |     |
| MF             | 4  | Clarence Seedorf  | 60' |
| MF             | 12 | Aron Winter       | 69' |
| FW             | 19 | Youri Mulder      | 80' |
| Coach:         |    |                   |     |
| Guus Hiddink   |    |                   |     |

Man van de wedstrijd:

 Laurent Blanc

## Afbeeldingen

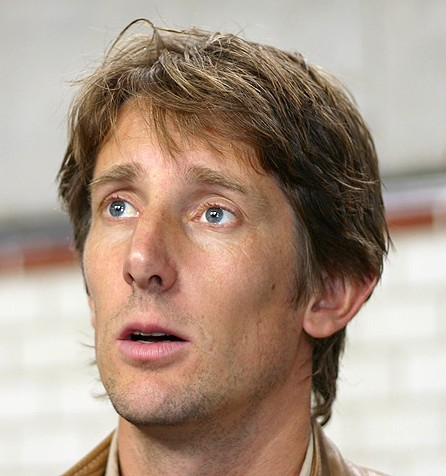
Edwin van der Sar (doelman)
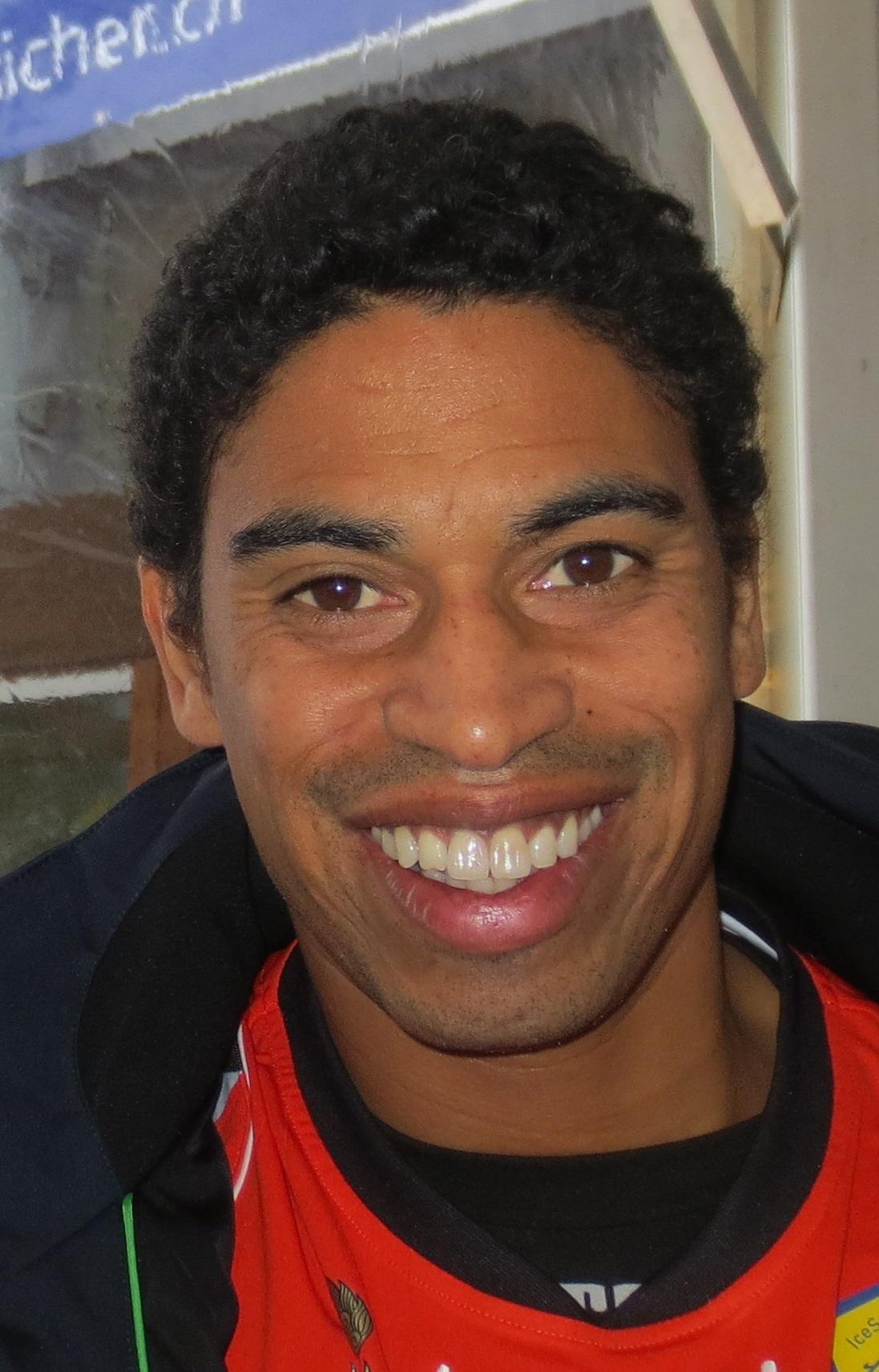
Michael Reiziger (verdediger)
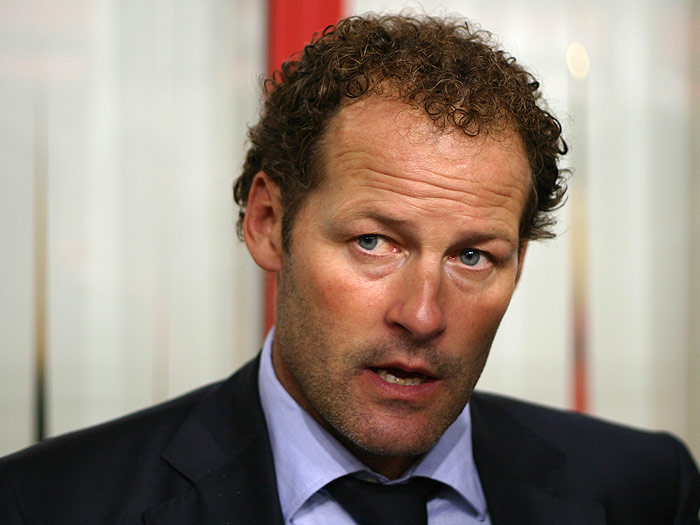
Danny Blind (verdediger)
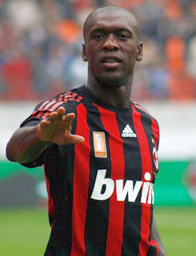
Clarence Seedorf (middenvelder)
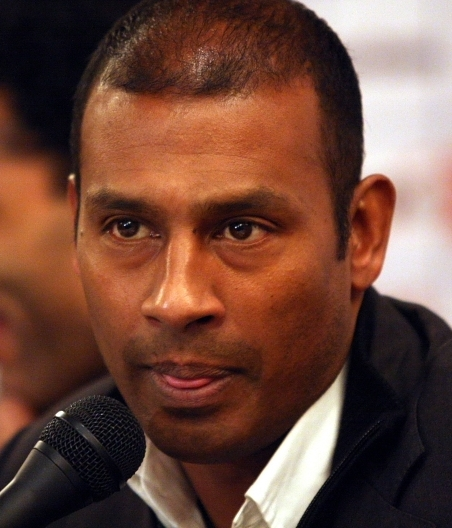
Aron Winter (middenvelder)
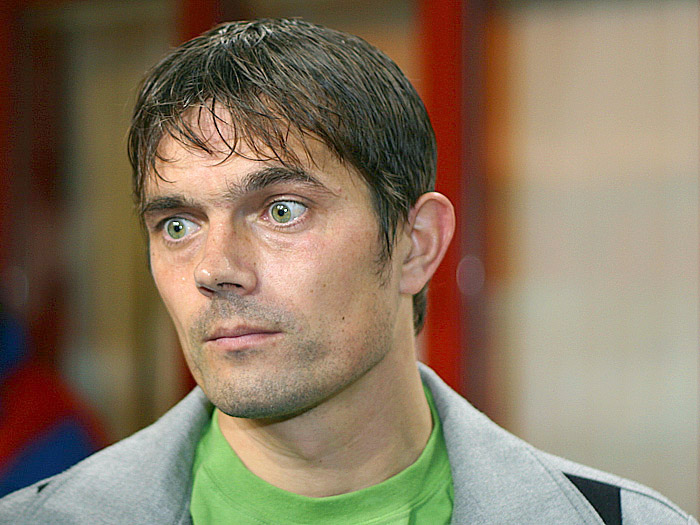
Phillip Cocu (middenvelder)
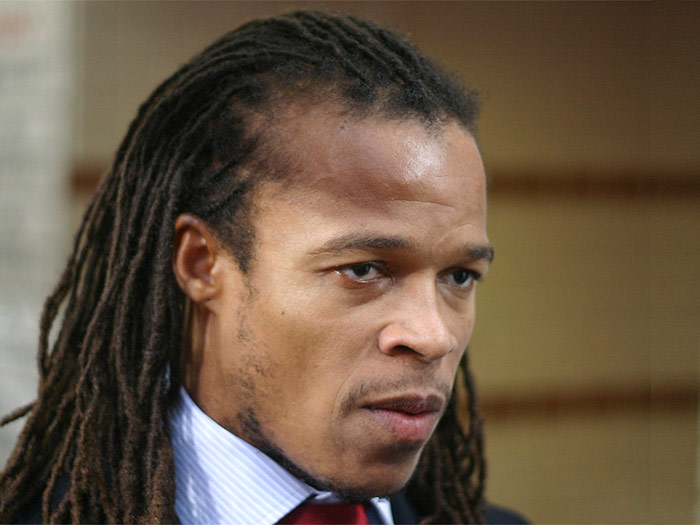
Edgar Davids (middenvelder)
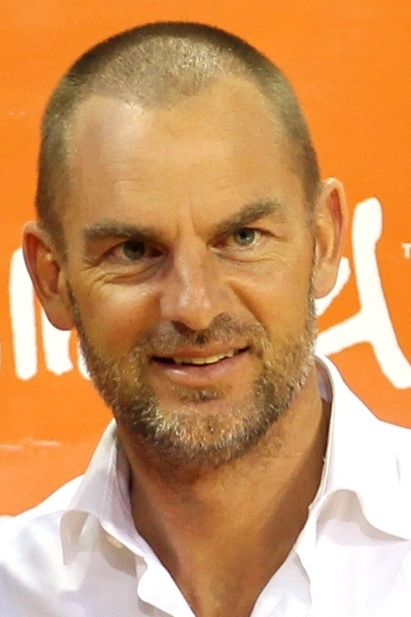
Ronald de Boer (middenvelder)
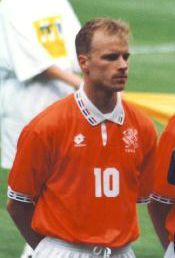
Dennis Bergkamp (aanvaller)
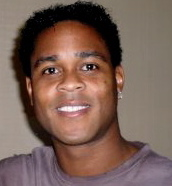
Patrick Kluivert (aanvaller)

 Frankrijk 1960 · 
 Spanje 1964 · 
 Italië 1968 · 
 België 1972 · 
 Joegoslavië 1976 · 
 Italië 1980 · 
 Frankrijk 1984 · 
 West-Duitsland 1988 · 
 Zweden 1992 · 
 Engeland 1996 · 
 Nederland & België 2000 · 
 Portugal 2004 · 
 Zwitserland & Oostenrijk 2008 · 
 Polen & Oekraïne 2012 · 
 Frankrijk 2016 · 
Europa 2020 · 
 Duitsland 2024
KNVB ·
A-internationals ·
Bondscoaches (m) ·
Topscorers ·
Nederlands vrouwenelftal ·
Bondscoaches (v) ·
Nederland B ·
Olympisch elftal ·
Jong Oranje ·
Nederland –20 ·
Nederland –19 ·
Nederland –18 ·
Nederland –17 ·
Nederland –16 ·
Nederland –15 ·
Nederlands amateurelftal ·
Nederlands zaterdagelftal ·
Jong OranjeLeeuwinnen ·
Vrouwen –20 ·
Vrouwen –19 ·
Vrouwen –18 ·
Vrouwen –17 ·
Vrouwen –16 ·
Vrouwen –15 ·
Militair mannenelftal ·
Militair vrouwenelftal ·
Strandteam ·
Vrouwen Strandteam ·
Futsalteam ·
Vrouwen Futsalteam

EK-wedstrijden ·
WK-wedstrijden ·
Resultaten kwalificaties en eindronden ·
Nederland B-wedstrijden ·
Officieuze wedstrijden ·
EK-wedstrijden vrouwen ·
WK-wedstrijden vrouwen ·
Resultaten vrouwen kwalificaties en eindronden
1905 – 1919 ·
1920 – 1929 ·
1930 – 1939 ·
1940 – 1949 ·
1950 – 1959 ·
1960 – 1969 ·
1970 – 1979 ·
1980 – 1989 ·
1990 – 1999 ·
2000 – 2009 ·
2010 – 2019 ·
2020 – 2029
2015 ·
2016 ·
2017 ·
2018 ·
2019 ·
2020 ·
2021 · 
2022
EK's: 1976 · 
1980 · 
1988 · 
1992 · 
1996 · 
2000 · 
2004 · 
2008 · 
2012 · 
2020 · 
2024
WK's: 1934 · 
1938 · 
1974 · 
1978 · 
1990 · 
1994 · 
1998 · 
2006 · 
2010 · 
2014 · 
2022
OS: 1908 ·
1912 ·
1920 ·
1924 ·
1928 ·
1948 ·
1952 ·
2008
Albanië ·
Andorra ·
Argentinië ·
Armenië ·
Australië ·
België ·
Bosnië en Herzegovina ·
Brazilië ·
Bulgarije ·
Canada ·
Chili ·
China ·
Colombia ·
Costa Rica ·
Curaçao ·
Cyprus ·
DDR ·
Denemarken ·
Duitsland ·
Ecuador ·
Egypte ·
Engeland ·
Estland ·
Faeröer ·
Finland ·
Frankrijk ·
GOS · 
Georgië ·
Ghana ·
Gibraltar ·
Griekenland ·
Hongarije ·
Ierland ·
IJsland ·
Indonesië ·
Iran ·
Israël ·
Italië ·
Ivoorkust ·
Japan ·
Joegoslavië ·
Kameroen ·
Kazachstan ·
Kroatië ·
Letland ·
Liechtenstein ·
Luxemburg ·
Malta ·
Marokko ·
Mexico ·
Moldavië ·
Montenegro ·
Nederlandse Antillen ·
Nigeria ·
Noord-Ierland ·
Noord-Macedonië ·
Noorwegen ·
Oekraïne ·
Oostenrijk ·
Paraguay ·
Peru ·
Polen ·
Portugal ·
Qatar ·
Roemenië ·
Rusland ·
Saarland ·
San Marino ·
Saoedi-Arabië ·
Schotland ·
Senegal ·
Servië en Montenegro ·
Slovenië ·
Slowakije ·
Sovjet-Unie ·
Spanje ·
Suriname ·
Thailand ·
Tsjechië ·
Tsjecho-Slowakije ·
Tunesië ·
Turkije ·
Uruguay ·
Verenigd Koninkrijk ·
Verenigde Staten ·
Wales ·
Wit-Rusland ·
Zuid-Afrika ·
Zuid-Korea ·
Zweden ·
Zwitserland
Argentinië (1978) ·
Argentinië (2006) ·
Argentinië (2014) ·
Argentinië (2022) ·
Australië (2014) ·
Brazilië (2014) ·
Chili (2014) · 
Costa Rica (2014) ·
Denemarken (2010) ·
Denemarken (2012) ·
Duitsland (2012) · 
Ecuador (2022) · 
Frankrijk (2008) ·
Italië (2008) ·
Ivoorkust (2006) ·
Japan (2010) ·
Kameroen (2010) ·
Mexico (2014) · 
Noord-Macedonië (2021) · 
Oekraïne (2021) · 
Oostenrijk (2021) · 
Portugal (2006) ·
Portugal (2012) ·
Portugal (2019) ·
Qatar (2022) ·
Roemenië (2008) ·
Rusland (2008) ·
San Marino (2011) ·
Senegal (2022) ·
Servië en Montenegro (2006) ·
Sovjet-Unie (1988) ·
Spanje (2010) ·
Spanje (2014) ·
Tsjechië (2021) · 
Uruguay (2010) ·
Verenigde Staten (2022) · 
West-Duitsland (1974)